# Ernest Pépin
Firmin Ernest Olaüs Pépin, né le 25 septembre 1950 au Lamentin, en Guadeloupe, est un écrivain et poète français.

## Biographie

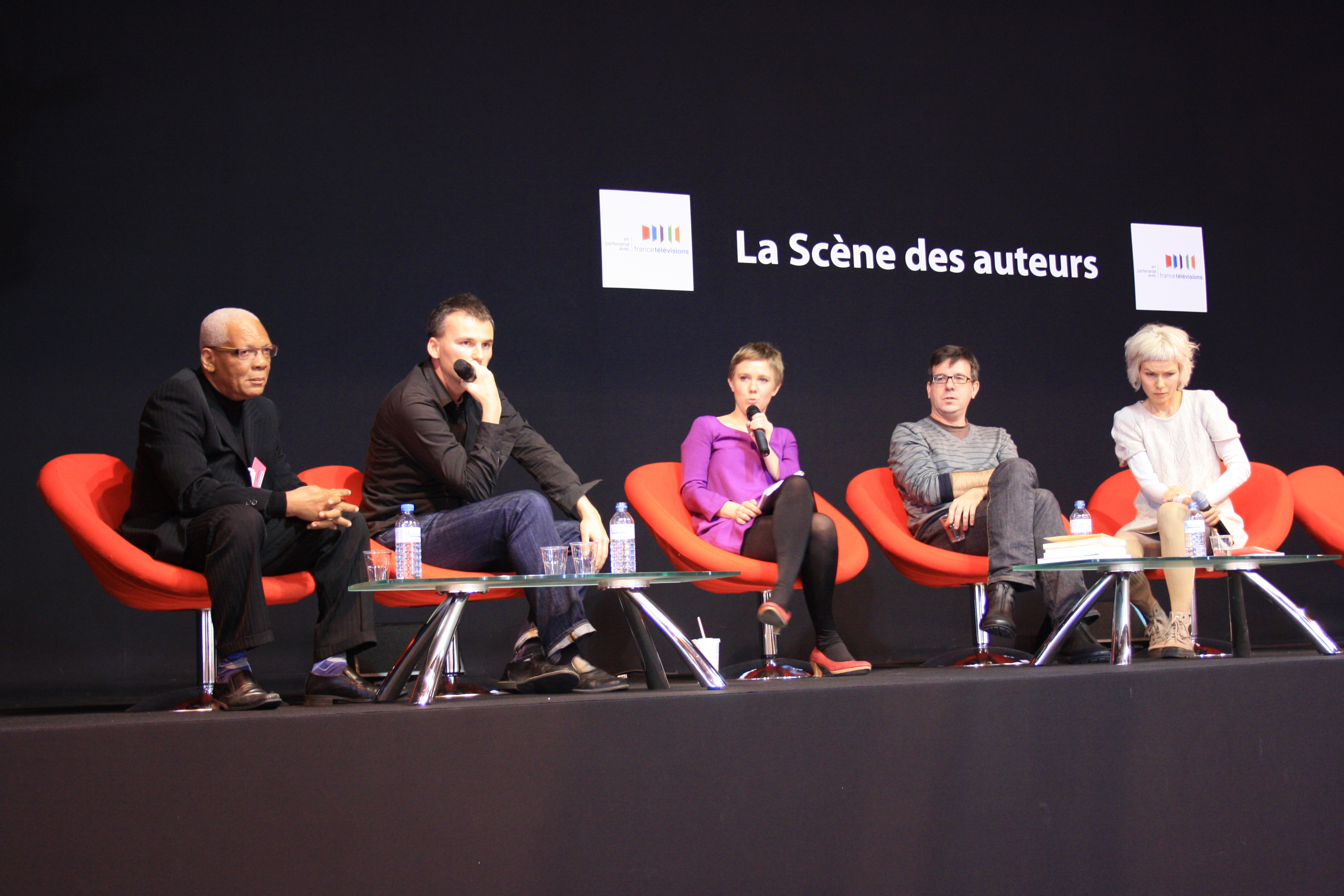
La Scène des auteurs avec Ernest Pépin, François-Guillaume Lorrain, Johanna Luyssen, Edouardo Berti et Hanne Orstavik au Salon du livre de Paris, mars 2011.

Il est né en 1950 en Guadeloupe au Lamentin,,. Avant de se consacrer pleinement à l'écriture, Ernest Pépin commence sa carrière en tant que professeur de français, puis il est critique littéraire, animateur d’émissions littéraires sur France 3, et consultant à l’Unesco….
De 1985 à 1995, il occupe le poste de chargé de mission au cabinet du conseil général de la Guadeloupe, avant d'y être promu directeur-adjoint. Il occupe ce poste pendant cinq ans. En mars 2001, il est nommé directeur des affaires culturelles, au même conseil général. 
En 1984, il publie son premier recueil de poésie, Au verso du silence,,. Sept ans plus tard paraît Boucan de mots libres, un recueil publié aussi en espagnol sous le titre Remolino de palabras libres, et qui obtient le prix Casa de las Americas en 1991. Mais c'est son premier roman, L'Homme au bâton, paru l'année suivante (1992), qui lui apporte la reconnaissance. Suivront Tambour-Babel (1996), sélectionné pour les prix Goncourt et Renaudot, et Le Tango de la haine (1999), tous deux publiés chez Gallimard, consacré à la séparation douloureuse d’un couple, Abel et Nika, et aux rapports entre les sexes aux Antilles.
Puisant son inspiration dans son île natale, avec une œuvre alternant poésie et prose créole, Ernest Pépin s’est affirmé comme une plume majeure de la Guadeloupe et de la Caraïbe, publiée chez Caraïbéditions, couronnée à plusieurs reprises, notamment par le prix littéraire des Caraïbes en 1993 et le prix RFO du livre en 1997. Après avoir été membre fondateur du prix des Amériques insulaires et membre du jury du prix RFO du livre, il siège aujourd'hui comme membre du jury du prix Carbet de la Caraïbe, fondé par Édouard Glissant.
En 2020 il sort un album Doucine où il lit des poèmes de son livre Babil du songer sur fond musical de Gilles Floro. En 2023, les textes de sa poésie sont adaptés en chanson par des artistes de la Guadeloupe et des Caraïbes, en français, créole et espagnol. 

### Prix et distinctions

#### Prix
- 1993 : Prix littéraire des Caraïbes pour L'Homme-au-bâton
- 2011 : Prix Robert-Delavignette de l'Académie des sciences d'outre-mer pour Le soleil pleurait.
- 2000 et 1991 : Prix Casa de las Americas
- Prix RFO du livre pour Tambour-Babel
- Prix des lycéens de Guyane

#### Distinctions
- Chevalier des Arts et des Lettres[7]
- Chevalier de l’ordre national du Mérite
- 2007 : Chevalier de la Légion d'honneur[1]

## Œuvres

### Romans
- L’Homme-au-bâton, Paris, Gallimard, 1992 (OCLC 26147982)
- Tambour-Babel, Paris, Gallimard, 1996 (OCLC 34978492)
- Le Tango de la haine, Paris, Gallimard, 1999 (OCLC 41506561)
- Cantique des tourterelles, Paris, Écriture, 2004 (OCLC 57056674)
- L'Envers du décor, Du Rocher/ Le serpent à Plumes, 2006
- Toxic Island, Desnel 2010 (OCLC 611405424)
- Le Soleil pleurait, Vents d'Ailleurs, 2011 (OCLC 711039301)
- La Darse rouge, Martinique : Caraïbéditions, 2011 (OCLC 819164630)
- Le Griot de la peinture, Caraïbéditions, 2014, 164 p.  (ISBN 978-29-17623-85-5)
- La Souvenance, Caraïbéditions, 2019
- Le bal des clochards célestes, Caraïbéditions, 2024
- Le tanbouyé des sans voix, Caraïbéditions, 2024, 126 p. (ISBN 978-2-3731-1195-8)

### Poésie
- Au verso du silence, Paris, L’Harmattan, 1984 (OCLC 11596929)
- Salve et Salive (éd. bilingue), La Habana, Casa de las Américas, 1991 (OCLC 18997476)
- Boucans de mots libres / Remolino de palabras libres (éd. bilingue), La Habana, Casa de las Américas, 1991  (OCLC 470445243)
- Babil du songer, Kourou, Ibis Rouge, 1997 (OCLC 40450456)
- Africa-Solo, Ivry-sur-Seine, Éditions A3, 2001 (OCLC 469713299)
- Hurricane, cris d'insulaires, (collectif) Ed. Desnel.2005
- Dit de la roche gravée, Montréal, Mémoire d'encrier, 2008 (OCLC 191759816)
- Jardin de nuit, Paris, L'Harmattan, 2008 (OCLC 468201125)
- Pour Haïti, (collectif) Ed.Desnel, 2010
- Solo d'îles. Odyssée de la ville / Solo de islas. Odisea de la ciudad / Um solo de ilhas. Odisseia da cidade, Islas Canarias, Horizontes insulares, Septenio (Gobierno de Canarias), 2010 (OCLC 868838071) Illustrations de Michel Rovelas ; note préliminaire de Nilo Palenzuela.
Traduction espagnole de José M. Oliver. Traduction portugaise de Ana Isabel Moniz et Thierry Proença dos Santos.
- Statue de Miles Davis
- Le Bel Incendie, Paris, B. Doucey, 2012 (OCLC 812526621)
- A veines ouvertes, Cidihca France, 2020
- Au berceau des lendemains, Atlantiques déchaînés, 2023
- A tout pays dédié, Eliott Editions, 2024

### Pour la jeunesse
- Coulée d’or, Paris, Gallimard jeunesse, 1995 (OCLC 34654280)
- L’Écran rouge, Paris, Gallimard jeunesse, 1998 (OCLC 41427452)
- La Soufrière, co-écrit avec Claire Mobio, Paris, Agence de la francophonie CEDA, Hurtubise, 2001 (OCLC 48531337)
- Lettre ouverte à la jeunesse, Pointe-à-Pitre, Éditions Jasor, 2001 (OCLC 49416508)
- Le Chien fou (en collaboration avec la plasticienne Marielle Plaisir), Éditions HC, 2006

### Nouvelles
- « La Revanche d’Octavie », in Ralph Ludwig (éd.), Écrire la ‘parole de nuit’ ; la nouvelle littéraire antillaise, Paris, Gallimard, Folio essais, 1994
- « La Bourrique du diable », in Noir des Iles (collectif), Paris, Gallimard, 1995
- L'Envers du décor. Paradis Brisé, nouvelles des Caraïbes, coll. « Étonnants Voyageurs », Paris : Hoebeke, 2004 (OCLC 65201922)
- La Femme-fleuve. Nouvelles de Guadeloupe, Paris : Magellan & Cie/ Fort de France: Desnel, 2009

### Beaux livres
- Le Goût de la Guadeloupe, Paris : Mercure de France, 2007 (OCLC 470604575)
- Scènes des Antilles antan lontan : scènes de la vie quotidienne aux Antilles à travers la carte postale ancienne, Paris : HC, 2009 (OCLC 469634690)

### Essais
- Échos de liberté : coffret commémoratif des évènements de 1802, Basse-Terre, Conseil général de la Guadeloupe, 2005 (OCLC 470376610)
- Quelques lignes sur Aimé Césaire, Saint-Jean-des-Mauvrets : Éd. du Petit pavé, 2008 (OCLC 470991940)

## Hommage
Le 26 mai 2018, la médiathèque municipale du Lamentin, inaugurée le 22 novembre 1997, est renommée Médiathèque Ernest J. Pépin,.